# Orthonevra himalayensis
Orthonevra himalayensis är en tvåvingeart som beskrevs av Nielsen 2001. Orthonevra himalayensis ingår i släktet glansblomflugor, och familjen blomflugor.
Artens utbredningsområde är Tibet. Inga underarter finns listade i Catalogue of Life.